# Nekketsu Kōha Kunio-kun
Pour les articles homonymes, voir Koha.
Nekketsu Kōha Kunio-kun (en japonais : 熱血硬派くにおくん) est une série de jeux vidéo initiée par Technos Japan, société conceptrice de la série Double Dragon.
Le titre peut à peu près être traduit par « le voyou Kunio Nekketsu », « Nekketsu » signifie généralement « tempérament sanguin » mais fait aussi référence au nom de l'école du personnage principal.

## Jeux composant la série
| Titre japonais                                              | Titre (romaji)                                                             | Plate-forme                      | Date de sortie au Japon                      | Titre localisé                                    | Gameplay                       |
| 熱血硬派くにおくん                                          | Nekketsu Kōha Kunio-kun                                                    | Arcade Famicom                   | Mai 1986 17 avril 1987                       | Renegade                                          | Bagarreur                      |
| 熱血高校ドッジボール部                                      | Nekketsu Kōkō Dodgeball-bu                                                 | Arcade Famicom, X68000           | Novembre 1986 26 juillet 1988 septembre 1988 | Super Dodge Ball                                  | Balle aux prisonniers          |
| ダウンタウン熱血物語                                        | Downtown Nekketsu Monogatari                                               | Famicom                          | 25 avril 1989                                | River City Ransom (US), Street Gangs (Europe)     | Bagarreur                      |
| 熱血高校ドッジボール部 ＰＣ番外編                           | Nekketsu Kōkō Dodgeball-bu: PC Bangai-hen                                  | PC Engine                        | 30 mars 1990                                 |                                                   | Balle aux prisonniers          |
| ダウンタウン熱血物語                                        | Downtown Nekketsu Monogatari                                               | X68000                           | Avril 1990                                   |                                                   | Bagarreur                      |
| 熱血高校ドッジボール部 サッカー編                           | Nekketsu Kōkō Dodgeball-bu: Soccer-hen                                     | Famicom                          | 18 mai 1990                                  | Nintendo World Cup                                | Football                       |
| 熱血高校ドッジボール部 サッカー編                           | Nekketsu Kōkō Dodgeball-bu: Soccer-hen                                     | X68000 (licensed port)           | 10/1990                                      |                                                   | Football                       |
| ダウンタウン熱血行進曲 それゆけ大運動会                     | Downtown Nekketsu Kōshinkyoku: Soreyuke Daiundōkai                         | Famicom                          | 12 octobre 1990                              |                                                   | Bagarreur                      |
| 熱血硬派くにおくん 番外乱闘編                               | Nekketsu Kōha Kunio-kun: Bangai Rantō-hen                                  | Game Boy                         | 17 décembre 1990                             | Double Dragon II (graphismes et musiques changés) | Bagarreur                      |
| 熱血高校サッカー部 ワールドカップ編                         | Nekketsu Kōkō Soccer-bu: World Cup-hen                                     | Game Boy                         | 26 avril 1991                                | Nintendo World Cup                                | Football                       |
| ダウンタウンスペシャル くにおくんの時代劇だよ全員集合！     | Downtown Special: Kunio-kun no Jidaigeki da yo Zen'in Shū;gō!              | Famicom                          | 26 juillet 1991                              |                                                   |                                |
| 熱血高校ドッジボール部 強敵！闘球戦士の巻                   | Nekketsu Kōkō Dodgeball-bu: Kyôteki! Tōkyū; Senshi (Dodge Soldier) no Maki | Game Boy                         | 8 novembre 1991                              |                                                   |                                |
| 熱血高校ドッジボール部 ＣＤサッカー編                       | Nekketsu Kōkō Dodgeball-bu: CD Soccer-hen                                  | PC Engine                        | 20 décembre 1991                             |                                                   | Football                       |
| いけいけ！熱血ホッケー部 「すべってころんで大乱闘」         | Ike Ike! Nekketsu Hockey-bu: Subette Koronde Dairantō                      | Famicom                          | 1992                                         | Crash 'n the Boys: Ice Challenge (annulé)         |                                |
| 熱血高校ドッジボール部 ＰＣサッカー編                       | Nekketsu Kōkō Dodgeball-bu: PC Soccer-hen                                  | PC Engine (licensed port)        | 3 avril 1990                                 |                                                   | Football                       |
| びっくり熱血新記録 はるかなる金メダル                       | Bikkuri Nekketsu Shinkiroku: Harukanaru Kin Medal                          | Famicom                          | 26 juin 1992                                 | Crash 'n the Boys: Street Challenge               |                                |
| ダウンタウン熱血行進曲 どこでも大運動会                     | Downtown Nekketsu Kōshinkyoku: Dokodemo Daiundōkai                         | Game Boy                         | 24 juillet 1992                              |                                                   |                                |
| 初代 熱血硬派くにおくん                                     | Shodai Nekketsu Kōha Kunio-kun                                             | Super Famicom                    | 7 août 1992                                  |                                                   |                                |
| 熱血高校ドッジボール部サッカー編ＭＤ                        | Nekketsu Kōkō Dodgeball-bu: Soccer-hen MD                                  | Mega Drive                       | 7 août 1992                                  |                                                   | Football                       |
| ダウンタウン熱血行進曲 それゆけ大運動会                     | Downtown Nekketsu Kōshinkyoku: Soreyuke Daiundōkai                         | PC Engine                        | 11 décembre 1990                             |                                                   |                                |
| 熱血格闘伝説                                                | Nekketsu Kakutō Densetsu                                                   | Famicom                          | 23 décembre 1992                             |                                                   |                                |
| くにおくんの熱血サッカーリーグ                              | Kunio-kun no Nekketsu Soccer League                                        | Famicom                          | 23 avril 1993                                | Crash 'n the Boys: Soccer Challenge (annulé)      | Football                       |
| びっくり熱血新記録 どこでも金メダル                         | Bikkuri Nekketsu Shinkiroku: Dokodemo Kin Medal                            | Game Boy                         | 16 juillet 1993                              |                                                   |                                |
| くにおくんのドッジボールだよ全員集合！                      | Kunio-kun no Dodgeball da yo Zen'in Shū;gō!!                               | Super Famicom                    | 6 août 1993                                  |                                                   | Balle aux prisonniers          |
| 熱血！すとりーとバスケット ～がんばれＤｕｎｋＨｅｒｏｅｓ～ | Nekketsu! Street Basket: Ganbare Dunk Heroes                               | Famicom                          | 17 décembre 1993                             |                                                   |                                |
| ダウンタウン熱血べーすぼーる物語 野球で勝負だ！くにおくん   | Downtown Nekketsu Baseball Monogatari: Yakyū; de Shōbu da! Kunio-kun       | Super Famicom                    | 17 décembre 1993                             | Diamond Challenge (annulé)                        |                                |
| ダウンタウンスペシャル くにおくんの時代劇だよ全員集合！     | Downtown Special: Kunio-kun no Jidaigeki da yo Zen'in Shū;gō!              | Game Boy                         | 22 décembre 1993                             |                                                   |                                |
| ダウンタウン熱血物語                                        | Downtown Nekketsu Monogatari                                               | PC Engine                        | 24 décembre 1993                             |                                                   |                                |
| 新・熱血硬派 くにおたちの挽歌                               | Shin Nekketsu Kōha: Kunio-tachi no Banka                                   | Super Famicom                    | 29 avril 1994                                |                                                   |                                |
| くにおのおでん                                              | Kunio no Oden                                                              | Super Famicom                    | 27 mai 1994                                  |                                                   |                                |
| 熱血！ビーチバレーだよ くにおくん                           | Nekketsu! Beach Volley da yo: Kunio-kun                                    | Game Boy                         | 29 juillet 1994                              |                                                   |                                |
| くにおの熱血闘球伝説                                        | Kunio no Nekketsu Tōkyū; (Dodgeball) Densetsu                              | Neo-Geo                          | 1996                                         | Super Dodge Ball (1996)                           | Balle aux prisonniers          |
| ダウンタウン熱血物語 EX                                     | Downtown Nekketsu Monogatari EX                                            | Game Boy Advance                 | 5 mars 2004                                  | River City Ransom EX                              |                                |
| くにおくん熱血コレクション 1                                | Kunio-kun Nekketsu Collection 1                                            | Game Boy Advance                 | 25 août 2005                                 |                                                   |                                |
| くにおくん熱血コレクション 2                                | Kunio-kun Nekketsu Collection 2                                            | Game Boy Advance                 | 27 octobre 2005                              |                                                   |                                |
| くにおくん熱血コレクション 3                                | Kunio-kun Nekketsu Collection 3                                            | Game Boy Advance                 | 16 février 2006                              |                                                   |                                |
|                                                             | River City Dodge Ball All Stars!!                                          | Microsoft Windows                | 2007                                         |                                                   | Balle aux prisonniers          |
|                                                             | Downtown Smash Dodgeball                                                   | Xbox 360                         | 25 août 2009                                 |                                                   | Balle aux prisonniers          |
|                                                             | River City Super Sports Challenge                                          | Nintendo DS                      | 4 février 2010                               |                                                   | Défis sportifs                 |
|                                                             | River City Soccer Hooligans                                                | Nintendo DS                      | 27 mai 2010                                  |                                                   | Football                       |
| ダウンタウン熱血どっじぼーる                                | Downtown Nekketsu Dodgeball                                                | WiiWare                          | 12 juillet 2011                              |                                                   | Balle aux prisonniers          |
|                                                             | Nekketsu Kōha Kunio-Kun Special                                            | Nintendo 3DS                     | 15 décembre 2011                             |                                                   | Bagarreur                      |
|                                                             | Riki Densetsu                                                              | Nintendo 3DS                     | 12 décembre 2012                             |                                                   | Bagarreur                      |
|                                                             | River City: Tokyo Rumble                                                   | Nintendo 3DS                     | 8 août 2013                                  |                                                   | Bagarreur                      |
|                                                             | Nekketsu Mahou Monogatari                                                  | Nintendo 3DS                     | 30 avril 2014                                |                                                   | Bagarreur Heroic fantasy       |
|                                                             | Kunio-Kun no Nekketsu Street                                               | Android / iOS                    | 26 mars 2015                                 |                                                   |                                |
|                                                             | Downtown Nekketsu Jidaigeki                                                | Nintendo 3DS                     | 28 mai 2015                                  |                                                   | Bagarreur dans le japon féodal |
|                                                             | River City Super Sports Challenge ~All Stars Special~                      | PlayStation 3, Microsoft Windows | 28 octobre 2015                              |                                                   | Défis sportifs                 |
|                                                             | Downtown Nekketsu Monogatari SP                                            | Nintendo 3DS                     | 27 octobre 2016                              |                                                   | Bagarreur, Combat              |